# Буряк, Владимир Викторович
Влади́мир Ви́кторович Буря́к (укр. Володимир Вікторович Буряк, род. 20 июля 1965, Куриловка) — городской глава города Запорожье в 2015—2021 годах.

## Биография
Родился 20 июля 1965 года в посёлке Куриловка Петриковского района Днепропетровской области.
Окончил Днепродзержинский индустриальный институт (1982—1987) по специальности «Обработка металлов давлением».
С 1987 — инженер-металлург Запорожского металлургического комбината «Запорожсталь» цеха горячей прокатки тонкого листа. В 1989—1990 — старший мастер участка обработки рулонов того же цеха, 1990—1992 — старший мастер стана, 1992—1999 — заместитель начальника цеха. С 1999 — заместитель директора по производству — начальник производственного отдела, 2005—2012 — директор по производству, с 2012 — директор по инжинирингу, главный инженер «Запорожстали». 24 ноября 2015 освобождён от должности главного инженера по собственному желанию в связи с избранием на должность городского головы Запорожья.

## Городской голова
27 сентября 2015 был зарегистрирован кандидатом на должность городского головы Запорожья в качестве самовыдвиженца. Согласно экзит-полу Института Горшенина Буряк в первом туре набрал 30,6 % Одержал победу в первом и втором турах местных выборов.
Политическая кампания Буряка сопровождалась значительной информационной кампанией в прессе Запорожья в форме саморекламы, что имело своё влияние на выбор запорожского электората. В частности, о Буряке вышел документальный фильм на телеканале ТВ-5 принадлежащему Запорожстали. При этом реклама Буряка была оформлена в стиле «Оппозиционного блока». Владимир Буряк считается[кем?] ставленником Рината Ахметова, являющегося владельцем «Запорожстали».
25 ноября 2015 принёс присягу городского головы и приступил к исполнению своих обязанностей. Среди первоочередных шагов на новой должности Владимир Буряк назвал следующие:
- проверка хозяйственной деятельности коммунальных предприятий города;
- подготовка к зиме;
- решение проблем жилищно-коммунального хозяйства и реформирования городского КП «Основание»;
- благоустройство парковых зон[13][14][15].

В результате анализа деятельности Буряка на посту городского головы, проведённого порталом 061.ua после 2 лет работы Буряка (в конце 2017 года), были названы следующие результаты: недостаточный прогресс в области экологии; слабый прогресс в области транспорта, ЖКХ; средний прогресс по крупным инфраструктурным объектам, школам и садикам; выше среднего — по благоустройству города и дорогам. Отмечалось, что Буряк не является самостоятельной фигурой (значимость которого была раздута), а лишь пиар-марионеткой холдинга Ахметова. При этом командой холдинга активно продвигается нарратив о тождественности комбината «Запорожсталь» городу Запорожью. В области транспорта отмечалось улучшение дорог города и подвижки касательно Запорожского аэропорта. В области благоустройства города отмечалось отсутствие прогресса с парком «Дубовая роща», состояния домов, неудовлетворительное состояние дел с внешней рекламой. Провалом команды Буряка называется неосвоение бюджетных денег по стройкам, одной из причин чего является выбор «своих» подрядчиков, не имеющих нужного количества работников.
Кандидат в народные депутаты от партии «Оппозиционный блок» (не являясь членом партии) на выборах в 2019 году, № 8 в списке. Поскольку партия не преодолела 5 % барьер, Буряк не был избран депутатом. За мажоритарные округа в запорожском регионе боролись кандидаты от «Оппозиционного блока» позиционировавшиеся как «Команда Буряка».
Поскольку рейтинг «Оппоблока» значительно снизился, была выбрана стратегия на создание региональных политических проектов. Одним из таких проектов стала новосозданная в 2020 году «Партия Владимира Буряка „Единение“» («Партія Володимира Буряка „Єднання“»).
Буряк использовал для собственного предвыборного пиара коммунальный телеканал «Z» и частную газету «Запорожская Сечь» (финансирующуюся через бюджетные закупки горсовета). При этом неприкрытую предвыборную медиакампанию начали задолго до того, как закон позволяет официально агитировать кандидатам на выборах.
Победил в выборах в первом же туре со значительным перевесом голосов.
29 сентября 2021 года В. Буряк ушёл в отставку с должности Запорожского городского главы — по причине состояния здоровья. Весь 2021 год продолжалось противостояние между пятью фракциями Запорожского горсовета, которые блокировали работу сессий и городским головой. Апогеем противостояния стали массовые обыски в августе 2021 года — в кабинетах мэра, его автомобиле, квартире, доме, а также у его родственников и близких. Адвокат мэра — Иван Черкашин неоднократно заявлял о беспрецедентном давлении правоохранительных органов на Владимира Буряка, что скорее всего и послужило реальной причиной его отставки.

## Личная жизнь
Женат, имеет дочь и внучку.